# Wambach (Taufkirchen)
Wambach ist ein Gemeindeteil der oberbayerischen Gemeinde Taufkirchen (Vils) im Landkreis Erding.

## Geographie
Das Pfarrdorf liegt etwa fünf Kilometer nördlich des Hauptortes.

## Geschichte
Wambach wird erstmals urkundlich in den Traditionen des Hochstifts Freising im Jahr 836 als Waraminpah erwähnt. Die Pfarre von Wambach wird bereits 1315 in den Konradinischen Matrikeln mit zwei Filialen aufgeführt. Das bayerische Gemeindeedikt vom 17. Mai 1818 führte zur Bildung der Gemeinde Wambach, die 1972 nach Taufkirchen eingemeindet wurde.

## Baudenkmäler
- Katholische Pfarrkirche St. Lampertus, spätgotisch
- Pfarrhaus, erbaut 1719/20, jetzt Landjugendhaus der KLJB München